# Canton d'Ancy-le-Franc
Le canton d'Ancy-le-Franc est une division administrative française du département de l'Yonne.

## Composition
Le canton d'Ancy-le-Franc, d'une superficie de 283 km2, est composé de dix-huit communes
.
| Nom                     | Code Insee | Intercommunalité              | Superficie (km2) | Population (dernière pop. légale) | Densité (hab./km2) |
| ----------------------- | ---------- | ----------------------------- | ---------------- | --------------------------------- | ------------------ |
| Aisy-sur-Armançon       | 89004      | CC Le Tonnerrois en Bourgogne | 17,97            | 251 (2014)                        | 14                 |
| Ancy-le-Franc           | 89005      | CC Le Tonnerrois en Bourgogne | 19,65            | 943 (2014)                        | 48                 |
| Ancy-le-Libre           | 89006      | CC Le Tonnerrois en Bourgogne | 21,65            | 182 (2014)                        | 8,4                |
| Argentenay              | 89016      | CC Le Tonnerrois en Bourgogne | 5,07             | 87 (2014)                         | 17                 |
| Argenteuil-sur-Armançon | 89017      | CC Le Tonnerrois en Bourgogne | 30,51            | 211 (2014)                        | 6,9                |
| Chassignelles           | 89087      | CC Le Tonnerrois en Bourgogne | 13,00            | 322 (2014)                        | 25                 |
| Cry                     | 89132      | CC Le Tonnerrois en Bourgogne | 11,16            | 174 (2014)                        | 16                 |
| Fulvy                   | 89184      | CC Le Tonnerrois en Bourgogne | 3,81             | 133 (2014)                        | 35                 |
| Jully                   | 89210      | CC Le Tonnerrois en Bourgogne | 19,76            | 150 (2014)                        | 7,6                |
| Lézinnes                | 89223      | CC Le Tonnerrois en Bourgogne | 15,96            | 723 (2014)                        | 45                 |
| Nuits                   | 89280      | CC Le Tonnerrois en Bourgogne | 11,58            | 408 (2014)                        | 35                 |
| Pacy-sur-Armançon       | 89284      | CC Le Tonnerrois en Bourgogne | 13,35            | 189 (2014)                        | 14                 |
| Perrigny-sur-Armançon   | 89296      | CC Le Tonnerrois en Bourgogne | 14,04            | 127 (2014)                        | 9                  |
| Ravières                | 89321      | CC Le Tonnerrois en Bourgogne | 21,85            | 837 (2014)                        | 38                 |
| Sambourg                | 89374      | CC Le Tonnerrois en Bourgogne | 12,44            | 82 (2014)                         | 6,6                |
| Stigny                  | 89403      | CC Le Tonnerrois en Bourgogne | 17,86            | 115 (2014)                        | 6,4                |
| Villiers-les-Hauts      | 89470      | CC Le Tonnerrois en Bourgogne | 19,12            | 142 (2014)                        | 7,4                |
| Vireaux                 | 89481      | CC Le Tonnerrois en Bourgogne | 14,58            | 138 (2014)                        | 9,5                |

## Représentation

### conseillers généraux de 1833 à 2015
| Période               | Identité                                                       | Parti                   | Qualité                                                                                      |
| --------------------- | -------------------------------------------------------------- | ----------------------- | -------------------------------------------------------------------------------------------- |
| 1833-1855             | Adolphe Comte de La Salle Marquis de Louvois (1803-1892)       |                         | Magistrat, Pair de France, Paris Propriétaire et Maire d'Ancy-le-Franc                       |
| 1855-1858             | Auguste Martenot                                               | Union des Droites       | Administrateur des forges de Châtillon et Commentry Maire d'Ancy-le-Franc Député (1876-1877) |
| 1858-1869 (décès)     | Charles Nicolas Martenot aîné (1799-1869)-(frère du précédent) | Union des Droites       | Propriétaire à Ancy-le-Franc                                                                 |
| 1869-1891 (décès)     | Auguste Martenot                                               | Union des Droites       | Administrateur des forges de Châtillon et Commentry Maire d'Ancy-le-Franc Député (1876-1877) |
| 1891-1904             | Camille Quillot                                                | Républicain             | Docteur-médecin et industriel Maire de Vireaux                                               |
| 1904-1910             | Gustave Deport                                                 | Républicain             | Maire de Ravières                                                                            |
| 1910-1919             | Louis Leuvrais                                                 | RG                      | Ingénieur des Arts et Manufactures, et industriel à Frangey Maire de Vireaux                 |
| 1919-1925 (démission) | Henri Alexandre Michaud                                        | Républicain Indépendant | Médecin                                                                                      |
| 1925-1934             | Ernest Casimir Adam                                            | RG                      | Notaire honoraire, maire d'Ancy-le-Franc                                                     |
| 1934-1940             | Claude Lombard                                                 | RG                      | Maire de Ravières Nommé conseiller départemental en 1943                                     |
|                       |                                                                |                         |                                                                                              |
| 1945-1964             | André Plait                                                    | CNI                     | Médecin, ancien déporté, maire d'Ancy-le-Franc Sénateur (1959-1968)                          |
| 1964-1972             | Robert Poupard                                                 | RI                      | Vétérinaire                                                                                  |
| 1972-1976             | Henri Bailly                                                   | RI                      | Maire de Ravières                                                                            |
| 1976-2015             | Alain Henry                                                    | PCF                     | Professeur Maire d'Ancy le Franc (1989-2008)                                                 |

### Conseillers d'arrondissement (de 1833 à 1940)
Le canton d'Ancy-le-Franc avait deux conseillers d'arrondissement.
Il appartenait à l'arrondissement de Tonnerre jusqu'à sa disparition en 1926.
| Période                                  | Période      | Identité                             | Étiquette         | Qualité |
| ---------------------------------------- | ------------ | ------------------------------------ | ----------------- | --- |
| 1833                                     | 1845         | Charles Bernard Audibert (1776-1858) |                   | Ancien Sous-Préfet, propriétaire à Fulvy                                                                                               |
| 1833                                     | 1842         | Edmé Dauphin (1786-1861)             |                   | Propriétaire, maire de Ravières |
| 1842                                     | 1848         | Charles Fournerat (1780-1867)        |                   | Ancien magistrat, propriétaire à Ancy-le-Franc                                                                                         |
| 1845                                     | 1855 (décès) | Arthus Pierre Viart de Chalvosson    |                   | Maire de Cry |
| 1848                                     | 1855         | Auguste Martenot                     | Union des droites | Maître de forges à Ancy-le-Franc |
| 1855                                     | 1858 (décès) | Charles Bernard Audibert (1776-1858) |                   | Ancien Sous-Préfet, propriétaire à Fulvy                                                                                               |
| 1858                                     | 1870         | Auguste Martenot                     |                   | Maître de forges à Ancy-le-Franc |
| 1858                                     | 1874 (décès) | Charles Bourguignat (1816-1874)      |                   | Propriétaire, maire d'Argenteuil-sur-Armançon                                                                                          |
| 1870                                     | 1877         | Amédée Martenot (1844-1886)          |                   | Docteur en droit, avocat à la Cour de Paris Propriétaire à Ancy-le-Franc Maire de Cusy                                                 |
| 1874                                     | 1894 (décès) | Antony Thierry                       |                   | Propriétaire à Argenteuil-sur-Armançon et à Aisy-sur-Armançon, puis maire de Buffon (Côte-d'Or), Président du Conseil d'arrondissement |
| 1877                                     | 1889         | M. Renard                            |                   | Juge de paix, ancien maire d'Ancy-le-Franc                                                                                             |
| 1889                                     | 1907         | Léon Paris                           |                   | Cultivateur, maire de Lézinnes |
| 1895                                     | 1913         | Louis-Athanase Rabasse               |                   | Agriculteur, négociant en grains à Ancy-le-Franc                                                                                       |
| 1907                                     | 1919         | Désiré Carré                         |                   | Maire de Chassignelles, Président de la société d'assurances mutuelles bétail du canton                                                |
| 1913                                     | 1925         | Jules Bourgeois                      |                   | Maire de Nuits |
| 1919                                     | 1925         | René Parmantier                      | Droite            | Ingénieur agronome, Tonnerre |
| 1925                                     | 1940         | Paul Fleury                          | Rad.              | Adjoint au maire de Jully |
| 1925                                     | 1938 (décès) | Clément Quéau                        | Rad.              | Agriculteur, maire de Pacy-sur-Armançon                                                                                                |
| 18 décembre 1938                         | 1940         | Frédéric Roguier                     | PSF               | Agriculteur à la ferme du Val Rouge, Ancy-le-Franc                                                                                     |
| 1940                                     |              |                                      |                   | Les conseils d'arrondissement ont été suspendus par la loi du 12 octobre 1940 et n'ont jamais été réactivés                            |
| Les données manquantes sont à compléter. |              |                                      |                   | |

## Démographie

### Évolution démographique
| 1962  | 1968  | 1975  | 1982  | 1990  | 1999  | 2006  | 2011  | 2012  |
| ----- | ----- | ----- | ----- | ----- | ----- | ----- | ----- | ----- |
| 7 114 | 6 984 | 6 616 | 6 189 | 5 819 | 5 637 | 5 538 | 5 419 | 5 329 |

### Âge de la population
La pyramide des âges, à savoir la répartition par sexe et âge de la population, du canton d'Ancy-le-Franc en 2009 ainsi que, comparativement, celle du département de l'Yonne la même année sont représentées avec les graphiques ci-dessous.
La population du canton comporte 47,7 % d'hommes et 52,3 % de femmes. Elle présente en 2009 une structure par grands groupes d'âge plus âgée que celle de la France métropolitaine.
Il existe en effet 62 jeunes de moins de 20 ans pour cent personnes de plus de 60 ans, alors que pour la France l'indice de jeunesse, qui est égal à la division de la part des moins de 20 ans par la part des plus de 60 ans, est de 1,06. L'indice de jeunesse du canton est également inférieur à celui du département (0,87) et à celui de la région (0,84).
| Hommes | Classe d’âge | Femmes |
| ------ | ------------ | ------ |
| 0,9    | 90 ans ou +  | 2,5    |
| 11,1   | 75 à 89 ans  | 17,5   |
| 17,8   | 60 à 74 ans  | 16,7   |
| 21,9   | 45 à 59 ans  | 19,4   |
| 18,9   | 30 à 44 ans  | 16,9   |
| 13,8   | 15 à 29 ans  | 11,2   |
| 15,6   | 0 à 14 ans   | 15,7   |

| Hommes | Classe d’âge | Femmes |
| ------ | ------------ | ------ |
| 0,5    | 90 ans ou +  | 1,4    |
| 7,9    | 75 à 89 ans  | 11,9   |
| 15,5   | 60 à 74 ans  | 15,6   |
| 21,5   | 45 à 59 ans  | 20,7   |
| 19,3   | 30 à 44 ans  | 18,4   |
| 16,3   | 15 à 29 ans  | 15,1   |
| 19,0   | 0 à 14 ans   | 16,9   |